# Giacomo Testa
Giacomo Testa (* 3. April 1909 in Cenate Sotto, Provinz Bergamo; † 29. September 1962) war ein italienischer Geistlicher, römisch-katholischer Erzbischof und Diplomat des Heiligen Stuhls.

## Leben
Giacomo Testa empfing am 6. Dezember 1931 das Sakrament der Priesterweihe für das Bistum Bergamo.
Am 18. Juni 1953 ernannte ihn Papst Pius XII. zum Titularerzbischof von Heraclea in Europa und bestellte ihn zum Apostolischen Delegaten in der Türkei. Der Patriarch von Venedig, Angelo Giuseppe Kardinal Roncalli, spendete ihm am 26. August desselben Jahres die Bischofsweihe; Mitkonsekratoren waren der Apostolische Nuntius in der Schweiz, Erzbischof Gustavo Testa, und der Bischof von Faenza, Giuseppe Battaglia.
1959 wurde Giacomo Testa Präsident der Päpstlichen Diplomatenakademie in Rom.